# 만재항
만재항은 전라남도 신안군 흑산면 만재도리에 위치한 어항이다. 2005년 4월 27일 지방어항으로 지정되었다. 시설관리자는 신안군수이다.

## 어항구역
본 항의 어항구역은 다음과 같다.
- 선착장 기점 북동250m, 남동650m, 정남350m를 연결하는 공유수면(210,000m2)

## 어항 시설
- 방파제 50m

## 주요 어종
- 돔, 홍어, 우럭, 전복, 멸치